# 슈퍼볼 LVII
슈퍼볼 LVII(Super Bowl LVII)는 2022년 시즌 내셔널 풋볼 리그(NFL)의 챔피언을 결정하기 위해 진행된 미식축구 경기였다. 아메리칸 풋볼 콘퍼런스(AFC) 챔피언 캔자스시티 치프스가 내셔널 풋볼 콘퍼런스(NFC) 챔피언 필라델피아 이글스를 38-35로 이겼다. 이 게임은 2023년 2월 12일 애리조나주 글렌데일에 있는 스테이트팜 스타디움에서 진행되었다. 피닉스 수도권이 주최한 네 번째 슈퍼볼이자, 이 경기장에서 열린 세 번째 슈퍼볼은 2008년 슈퍼볼 XLII, 2015년 피닉스 대학 스타디움으로 알려졌던 XLIX에 이어 세 번째다.
두 팀 모두 리그 최고의 14-3 기록으로 정규 시즌을 마쳤다. 이것은 이전에 슈퍼볼 LII에서 우승하고 슈퍼볼 XV 및 XXXIX에서 패한 이글스의 네 번째 슈퍼볼 출연이었다. 이는 이전에 슈퍼볼 IV 및 LIV에서 우승하고 슈퍼볼 I 및 LV에서 패한 치프스의 전체 다섯 번째 슈퍼볼 출연이자 지난 4 시즌 동안 세 번째였다.
치프스는 해리슨 버커의 게임 승리 필드 골로 38-35 경기에서 승리했다. 버커의 게임 승리 킥은 필라델피아 코너백 제임스 브레드베리에 대한 중추적인 수비 홀딩 콜에 의해 설정되었으며, 이는 일부 관찰자들에 의해 비판을 받았지만 브레드베리 자신을 포함한 다른 사람들에 의해 지지되었다. 총점 73점은 이번 슈퍼볼 경기에서 세 번째로 높은 득점을 기록했고, 이글스가 득점한 35점은 슈퍼볼에서 패한 팀이 가장 많은 득점을 기록했다. 치프스 쿼터백 패트릭 마홈스는 182야드에서 27번의 패스 중 21번과 3번의 터치다운을 완료하여 슈퍼볼 최우수 선수(MVP)로 선정되었다. 잘렌 허츠(Jalen Hurts)가 득점한 3개의 터치다운과 2점 전환은 20점으로 슈퍼볼 선수가 득점한 최다 득점 기록과 동률을 이루었다.
폭스의 게임 방송은 평균 1억 1,510만 명의 시청자를 확보하여 미국 TV 역사상 가장 많이 본 프로그램이 되었다. 리한나가 헤드라인을 장식한 하프타임 쇼는 1억 2100만 명의 시청자를 기록했다. 이 기록은 다음 해에 깨졌다.